# Ронебург (Хесен)
Ронебург (њем. Ronneburg) општина је у њемачкој савезној држави Хесен. Једно је од 28 општинских средишта округа Мајн-Кинциг. Према процјени из 2010. у општини је живјело 3.253 становника. Посједује регионалну шифру (AGS) 6435024.

## Географски и демографски подаци
Ронебург се налази у савезној држави Хесен у округу Мајн-Кинциг. Општина се налази на надморској висини од 155 - 169 метара. Површина општине износи 14,2 km². У самом мјесту је, према процјени из 2010. године, живјело 3.253 становника. Просјечна густина становништва износи 228 становника/km².